# Belize River
Der Belize River (spanisch Río Belice) ist ein 290 km langer Fluss in Belize, der mehr als ein Viertel des Landes entwässert.

## Lage
Der Belize River beginnt beim Zusammenfluss von Mopan River und Macal River östlich von San Ignacio und durchfließt das weitgehend von tropischem Regenwald bedeckte Belize River Valley.
Er fließt entlang der Nordseite der Maya Mountains durch die Mitte des Landes und mündet nahe Belize City in das Karibische Meer. Im Einzugsgebiet der Flüsse Belize River und Mopan River leben etwa 45 Prozent der Bevölkerung Belizes. Der auch „Old River“ genannte Belize ist bis hinauf zur Grenze mit Guatemala schiffbar und diente weit bis ins 20. Jahrhundert als Hauptverkehrsader für Handel und Kommunikation zwischen der Küste und dem Landesinneren.
Auch zu Zeiten der Maya-Kultur war er als Handelsweg von besonderer Bedeutung, im Verbund mit den fruchtbaren Schwemmebenen um ihn herum führte dies zu einer florierenden, dichten Besiedlung der Region des Upper Belize River Valley.

## Nutzung
Der Belize River ist eine wichtige Trinkwasserquelle für die an seinen Ufern lebenden Menschen. Die Wasserqualität ist jedoch durch Sedimente, Pestizide und andere Schadstoffe eingeschränkt. Hauptgrund für die Verschlechterung ist die massive Abholzung der Wälder in den oberen Bereichen des Mopan River und die nicht-nachhaltige Landwirtschaft.  Die von Anwohnern betriebene Brandrodung, um Flächen zum Anbau zu gewinnen, trägt zur Wasserverschlechterung bei.
Der Fluss diente lange der Forstwirtschaft, insbesondere dem Abbau von Mahagoni.